# Університет штату Флорида

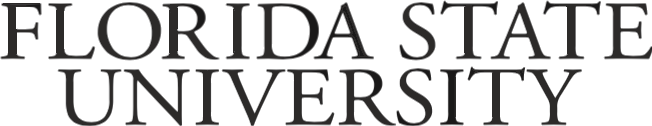

Університет штату Флорида (англ. Florida State University, FSU) — державний університет у Таллахассі в штаті Флорида. Заснований у 1851 році, він є одним з двох найважливіших державних університетів у Флориді, спільно з Університетом Флориди. Налічує більше 40 000 студентів (2010).
Університет складається з 16 коледжів: мистецтв і наук; бізнесу; зв'язку; кримінології та кримінального правосуддя; освіти; будівництва; гуманітарних наук; інформації; прав; медицини; кіновиробництва, телебачення та мистецтва запису; музики; догляду; соціальних наук; соціальної роботи; візуальних мистецтв, театру і танцю.